# 神鶴電気鉄道
神鶴電気鉄道（しんかくでんきてつどう）は、1880 - 1890年代に立案された兵庫県神戸市と京都府舞鶴市を結ぶ鉄道建設構想である（未成線）。第一段階として神戸と有馬郡三田町（現・三田市）の間が馬車鉄道として出願され、途中で電気鉄道に変更された。
当時、日本における電気鉄道敷設の嚆矢とされ、有馬電気鉄道・唐三電気鉄道へと引き継がれたが、結局実現には至らなかった。市街地の公道上に敷設される軌道ではなく、専用の線路を持つ電気鉄道としては日本で最初の敷設計画である。

## 計画の推移
阪鶴鉄道発起人の一人でもあった仲喜一郎により計画が主導された。1889年（明治22年）12月、仲喜一郎ほか24名により、神戸と日本海側の主要都市である舞鶴を結ぶ神鶴馬車鉄道敷設が出願され、1891年（明治24年）3月に内務省より特許された。鉄道里程七町六里余、工費予算12万円であった。
1891年（明治24年）10月、仲喜一郎ほか16名により神鶴馬車鉄道を電気鉄道に変更する願書が提出された。欧米諸国で馬車鉄道に替り電気鉄道の敷設が相次いでいること並びに布引における神戸市給水事業への水質汚染が懸念されていたことが背景にあった。
神戸区葺合村（現・中央区）の起点においては斜面鉄道（インクライン）を設け「蒸気力」を用いてワイヤロープにより布引山嶺まで車両を引き揚げ（ケーブルカー）、三田町までは電気鉄道を敷設するという計画で、起業目論見書によれば工事予算29万9千円であった。
1893年（明治26年）7月、当初の舞鶴までの伸延計画を神戸-三田間の路線に限定し、政府の判断によっては汽車鉄道に変更され得るという条件付きで仮免状が下付され、神鶴電気鉄道株式会社が創立された。この建設計画のため鉄道会議により神鶴電気鉄道敷設調査委員会が置かれた。同年10月、有馬電気鉄道に改称の上、路線を神戸市三宮から葺合・有野（現・神戸市北区）を経由して湯山（有馬温泉）までの15マイルに変更し資本金30万円にて再出願した。だが、同月に大阪市の土居通夫（のち阪鶴鉄道・京阪電気鉄道社長）らが湯山・三田間に馬車鉄道を出願したため、仲喜一郎らは1895年（明治28年）12月6日に新たに資本金20万円をもって唐三電気鉄道を発起し有野村唐櫃から道場を経て三田まで8マイルを出願した。有野川で水力発電をおこない、これを動力とするものだった。
1896年（明治29年）6月、有馬電気鉄道は仮免状を下付された。
社長には奈良電燈会社社長の大森敏寛が推挙され、役員には地元有力者である山本繁蔵・仲喜一郎のみならず益田孝・佐々田懋・田中平八ら財界の重鎮・有力者が名を連ねた。益田孝は後に箱根登山ケーブルカー建設・箱根別荘地開発に関わっている。
土居らの側もこれに対抗して同年7月に馬車鉄道を普通鉄道に変更した有馬鉄道（有馬・三田間）を出願した。1897（明治30年）4月、鉄道会議は唐三電気鉄道を許可し、有馬鉄道は却下した。唐三電気鉄道は1897年に仮免状、1899年（明治32年）3月29日に鉄道敷設免許を受け、私設鉄道条例による電気鉄道敷設免許の第一号となっている。しかし役員選挙まではこぎ着けたものの、会社設立登記を受けなかったために、1900年（明治33年）3月、免許は失効した。
有馬電気鉄道株式会社は本免許にまでは至らず、1901年（明治34年）7月には免状申請を取消し会社は解散したが、その後も有馬電気鉄道の名称で敷設計画が出願されている。
1903年（明治36年）3月、後に神戸有馬電気鉄道(神戸電鉄の前身)を開通させた山脇延吉ほか13名により有馬町から阪鶴鉄道・道場駅に至る線路が軌道条例により特許されたが、1905年（明治38年）には特許権が失効している。
2年後の 1907年（明治40年）にも敷設計画が持ち上がっている。
1922年（大正12年）には山脇延吉らに上三條町-有馬町間の免許（有馬電気鉄道株式会社）が下付されたが、翌年に神戸有馬電気鉄道に改称されている 。